# Okularkowate
Okularkowate, jaszczurki (teidy) okularowe, mikroteidy (Gymnophthalmidae) – rodzina małych jaszczurek z rzędu łuskonośnych (Squamata), przez niektórych herpetologów łączona w jedną grupę z rodziną Teiidae.
Występują w Ameryce Północnej i Południowej – od Meksyku po Argentynę, także na Małych Antylach. Zajmują różnorodne siedliska, od suchych, pustynnych, po wilgotne lasy równikowe, w ściółce leśnej, niektóre ziemnowodne.
Obecnie do Gymnophthalmidae zaliczanych jest około 300 współczesnych gatunków. Są formami jajorodnymi. Znanych jest kilka gatunków partenogenetycznych (Gymnophthalmus). Ciało wydłużone, niektóre mają kończyny częściowo (Bachia) lub całkowicie (Calyptommatus) zredukowane. Długość głowy i tułowia do 6 cm, długość całkowita do 10 cm. Ogon może być odrzucany w obliczu zagrożenia. Większość jest aktywna w ciągu dnia, chociaż prowadzą skryty tryb życia, przez co często są uważane za gatunki nocne. Żywią się owadami i innymi bezkręgowcami.

## Systematyka
Do rodziny należą następujące podrodziny:
- Bachiinae[5] Colli, Hoogmoed, Cannatella, Cassimiro, Gomes, Ghellere, Nunes, Pellegrino, Salerno, Souza & Rodrigues, 2015
- Cercosaurinae Gray, 1838
- Ecpleopodinae Fitzinger, 1843
- Gymnophthalminae Fitzinger, 1826
- Rhachisaurinae Pellegrino, Rodrigues, Yonenaga-Yassuda & Sites Jr, 2001 – jedynym przedstawicielem jest Rhachisaurus brachylepis (Dixon, 1974)
- Riolaminae[6] Kok, 2015